# Nikolai Titkov
Nikolai Dmitriyevich Titkov (en ruso: Николай Дмитриевич Титков, nacido el 18 de agosto de 2000 en Riazán, Rusia) es un futbolista ruso que juega en la posición de centrocampista.

## Clubes
| Club                  | País  | Año       |
| --------------------- | ----- | --------- |
| FC Lokomotiv Moscú    | Rusia | 2018      |
| FC Kazanka Moscú      | Rusia | 2019-2021 |
| FC Oremburgo (cedido) | Rusia | 2021-     |